# قول اردوی قوای خاص
قول اردوی عملیات‌ های خاص کماندو  (کندک کماندو های ضربت) نیروهای ویژه اردوی ملی افغانستان میباشد. قول اردوی نیروهای خاص از واحدهای پیاد ه‌نظام موجود تشکیل شد. این قول اردو با الگوگیری از تکاوران ارتش ایالات متحده آمریکا در اوایل سال ۲۰۰۷ با تشکیل یک گردان  پیاده‌ نظام، توسط جمع‌ آوری سربازان مورد نظر از قول اردوهای اردوی ملی، آموزش و در اختیار گذاشتن تجهیزات ویژه به آنها تأسیس شد. هر گروهان به یکی از شش سپاه منطقه اختصاص دارد. این قول اردو ۷٪ نیروهای امنیت ملی افغانستان را تشکیل می‌دهند اما ۷۰٪ تا ۸۰٪ نبردها را انجام میدهند.

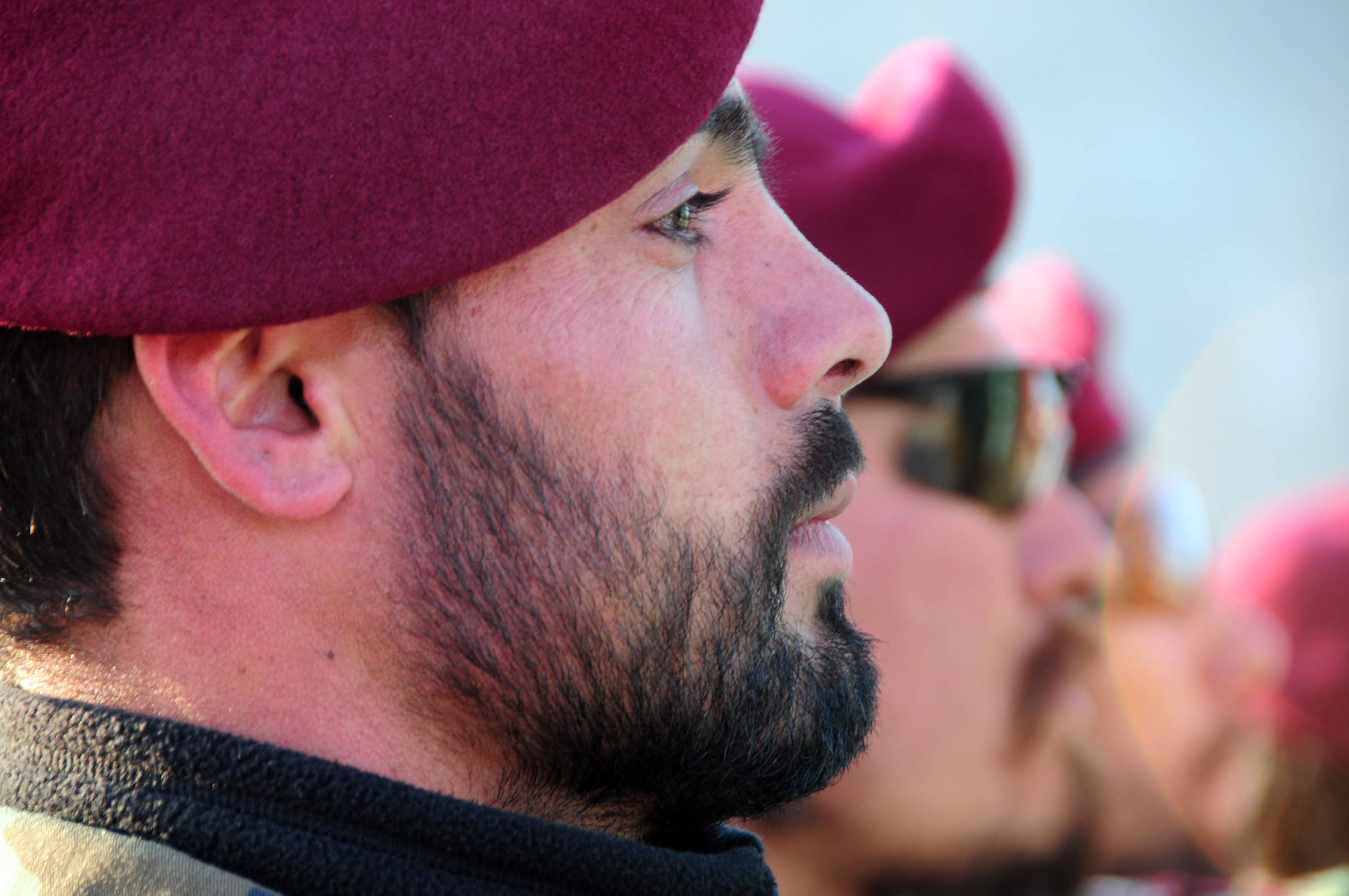
کماندو اردوی ملی افغانستان

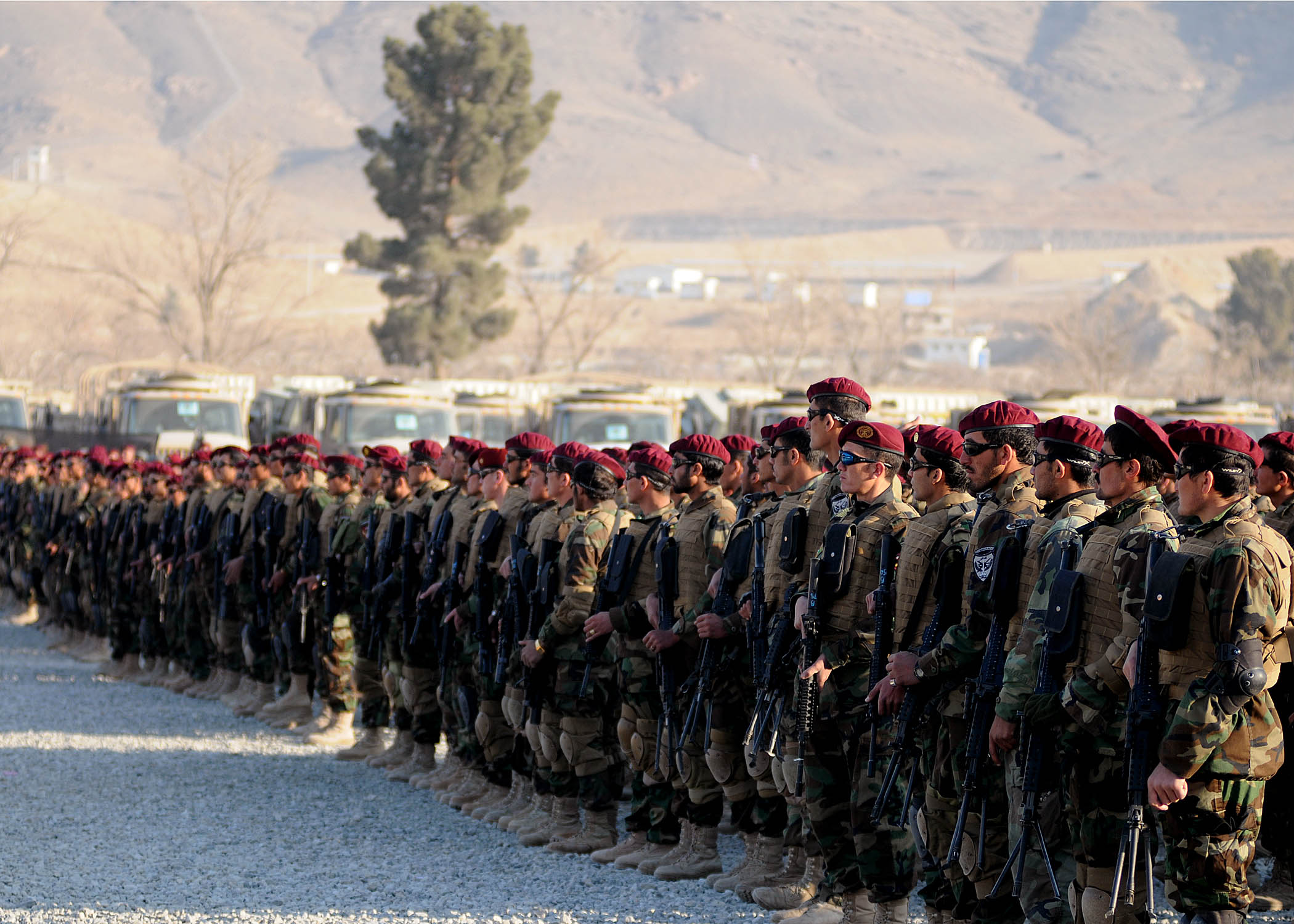
کندک ۷ کماندوی ضربتی، ۲۰۱۰

در آگوست سال ۲۰۱۷، ژنرال جان نیکلسون، که فرماندهی نیروهای مأموریت حمایت قاطع را بر عهده داشت مدعی شد که این کماندو ها تا به‌ حال در هیچ نبردی شکست نخورده‌اند و طالبان هیچ نبردی را در مقابل آنها پیروز نشده‌ و نخواهد شد. همچنین اردوی ملی افغانستان مدعی بود که این نیرو ها یکی از بهترین نیرو های ویژه در منطقه بودند. 
این نیرو ها در زمان سقوط کابل بدون هیچ مقاومتی تسلیم نیرو های طالبان شدند.
آخرین فرمانده این نیرو سمیع سادات بود که چند روز پیش از سقوط کابل به این مقام منصوب شده بود .